# Aspilota longicarinata
Aspilota longicarinata är en stekelart som beskrevs av Fischer 1976. Aspilota longicarinata ingår i släktet Aspilota och familjen bracksteklar. Inga underarter finns listade.